# Appeville
Appeville ist eine französische Gemeinde mit 193 Einwohnern (Stand 1. Januar 2022) im Département Manche in der Region Normandie. Sie gehört zum Arrondissement Coutances und zum Kanton Carentan-les-Marais. Sie grenzt im Nordwesten an Picauville, im Norden an Liesville-sur-Douve, im Nordosten an Carentan-les-Marais, im Süden an Auvers, im Südwesten an Baupte und im Westen an Montsenelle.

## Weblinks

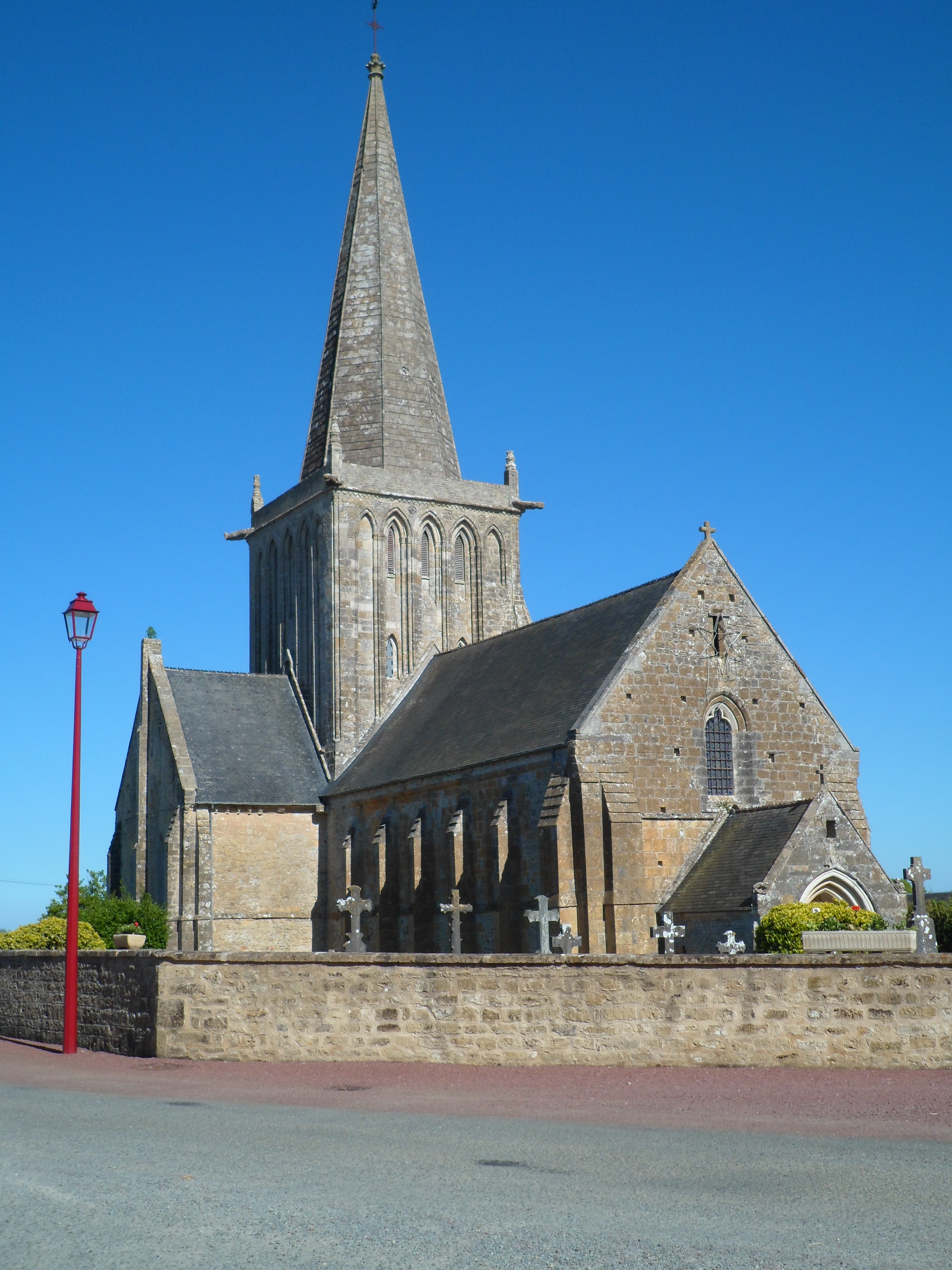
Kirche Saint-Étienne

## Bevölkerungsentwicklung
| Jahr      | 1962 | 1968 | 1975 | 1982 | 1990 | 1999 | 2008 | 2018 |
| --------- | ---- | ---- | ---- | ---- | ---- | ---- | ---- | ---- |
| Einwohner | 347  | 319  | 273  | 243  | 202  | 222  | 209  | 179  |